# Shanieka Ricketts
Shanieka Jodiann Ricketts z domu Thomas (ur. 2 lutego 1992) – jamajska lekkoatletka specjalizująca się w trójskoku.
Jako juniorka, stawała na najwyższym stopniu podium CARIFTA Games. W 2013 była szósta na uniwersjadzie w Kazaniu, a rok później uplasowała się tuż za podium podczas igrzysk Wspólnoty Narodów. W 2015 zajęła 9. miejsce na igrzyskach panamerykańskich, zdobyła złoto czempionatu NACAC oraz osiągnęła 11. miejsce mistrzostw świata w Pekinie. Ósma zawodniczka halowych mistrzostw świata z Portland (2016).
Złota medalistka mistrzostw NCAA. Zdobywała medale mistrzostw Jamajki.
Rekordy życiowe: stadion – 15,03 (16 września 2023, Eugene); hala – 14,08 (8 lutego 2013, Albuquerque).

## Osiągnięcia
| Rok  | Impreza                    | Miejsce        | Lokata            | Wynik  |
| ---- | -------------------------- | -------------- | ----------------- | ------ |
| 2013 | Uniwersjada                | Kazań          | 6. miejsce        | 13,53  |
| 2014 | Igrzyska Wspólnoty Narodów | Glasgow        | 4. miejsce        | 13,85w |
| 2015 | Igrzyska panamerykańskie   | Toronto        | 9. miejsce        | 13,74w |
| 2015 | Mistrzostwa NACAC          | San José       | 1. miejsce        | 14,23  |
| 2015 | Mistrzostwa świata         | Pekin          | 11. miejsce       | 14,08  |
| 2016 | Halowe mistrzostwa świata  | Portland       | 8. miejsce        | 13,95  |
| 2016 | Igrzyska olimpijskie       | Rio de Janeiro | el. – 14. miejsce | 14,02  |
| 2017 | Mistrzostwa świata         | Londyn         | 8. miejsce        | 14,13  |
| 2018 | Halowe mistrzostwa świata  | Birmingham     | 10. miejsce       | 13,93  |
| 2018 | Igrzyska Wspólnoty Narodów | Gold Coast     | 2. miejsce        | 14,52  |
| 2018 | Mistrzostwa NACAC          | Toronto        | 1. miejsce        | 14,25  |
| 2019 | Igrzyska panamerykańskie   | Lima           | 2. miejsce        | 14,77  |
| 2019 | Mistrzostwa świata         | Doha           | 2. miejsce        | 14,92  |
| 2021 | Igrzyska olimpijskie       | Tokio          | 4. miejsce        | 14,84  |
| 2022 | Mistrzostwa świata         | Eugene         | 2. miejsce        | 14,89  |
| 2022 | Igrzyska Wspólnoty Narodów | Birmingham     | 1. miejsce        | 14,94  |
| 2023 | Mistrzostwa świata         | Budapeszt      | 4. miejsce        | 14,93  |
| 2024 | Igrzyska olimpijskie       | Paryż          | 2. miejsce        | 14,87  |